# بليك باركر
بليك باركر (بالإنجليزية: Blake Parker)‏ هو لاعب كرة قاعدة أمريكي، ولد في 19 يونيو 1985 في فايتفيل في الولايات المتحدة.

## وصلات خارجية
- بليك باركر على موقع دوري كرة القاعدة الرئيسي (الإنجليزية)
- بليك باركر على موقعبيزبول رفرنس.كوم (الدوري الرئيسي) (الإنجليزية)
- بليك باركر على موقعبيزبول رفرنس.كوم (الدوري الثانوي) (الإنجليزية)
- بليك باركر على موقع إي إس بي إن.كوم (أم.أل.بي) (الإنجليزية)
- بليك باركر على موقع مشجعي الرسوم البيانية (الإنجليزية)